# Манохар
Манохар (*д/н — після 1628) — індійський художник-мініатюрист часів могольських падишахів Акбара, Джаханґіра та Шах Джахана.

## Життєпис
Походив з мистецької родини. Був індусом за походженням. Син відомого художника-мініатюриста Басавана. Перші знання з малювання отримав під орудою свого батька. З 1582 році починає працювати у кітабхане (книжній майстерні) падишаха Акбара. Брав участь в ілюструванні «Акбар-наме», «Разм-наме» та «Тимур-наме».
Найбільшого розквіту кар'єра художника Манохара досягла за володарювання Джаханґіра, який дава Манохару численні замовлення. Художник входить до почту падишаха. Створює мініатюри для «Джаханґір-наме». Його кар'єра продовжилася й за наступного володаря — Шах Джахана.

## Творчість

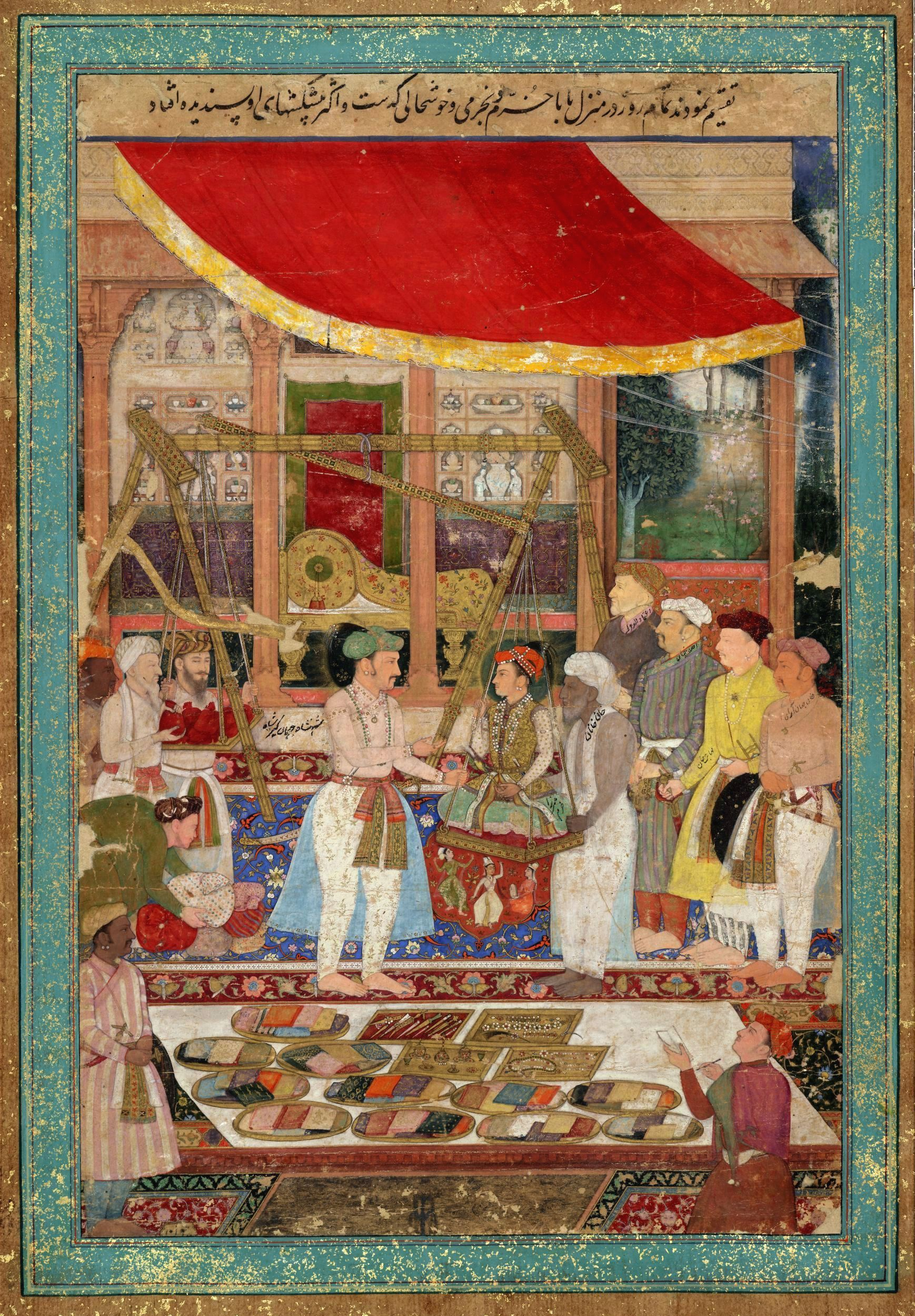
«Принц Хуррам, якого зважують у золотих, срібних монетах та інших коштовностях»

Манохар виконував виключно портрети падишахів, їх родичів та представників почту володарів. Він розвинув традиції свого батька та досягнення Абд аль-Самада.
Його пензель відзначається точністю передачі реальності, відзеркалює особливості характеру персонажів. Шедевром творчості вважається картина «Принц Хуррам, якого зважують у золотих, срібних монетах та інших коштовностях».